# KiK
KiK, legal KiK Textilien und Non-Food GmbH, este o rețea de magazine discount care comercializează textile cu sediul în Bönen, Germania. 
KiK este cel mai mare lanț de magazine discount de textile din Germania și operează aproximativ 3.500 de magazine în Germania, Austria (din 1998), Slovenia și Republica Cehă (din 2007), Ungaria și Slovacia (din 2008), Croația (din 2011), Polonia (din martie 2012) și Olanda (2013). În 2017, KiK a deschis primele magazine în Italia, iar în 2018, în România.În prezent, in România are deschise 117 magazine  CEO-ul KiK, Patrick Zahn, a anunțat că va intra pe piața americană începând cu 2019. Primele magazine vor fi deschise în Midwest.